# Rachov díszes fenékpontya
A Rachov díszes fenékpontya (Nothobranchius rachovii) a csontos halak (Osteichthyes) osztályába, a fogaspontyalakúak (Cyprinodontiformes) rendjébe és az Aplocheilidae családba  tartozó faj. 
Rendkívül színpompás és emiatt látványos, akváriumban jól mutató hal. Népszerű azon akvaristák körében, akik a különlegességet kedvelik és a killinek is nevezett halak ikráit száraz tőzegben tárolva szerzik be, majd utána vízbe helyezve keltik ki őket.

## Előfordulása
Az eredeti élőhelye Afrika déli része, a Dél-afrikai Köztársaság és Mozambik part menti síkságainak édesvizei és mocsarai. Olyan vizekben fordul elő, melyek akár időszakosan kiszáradhatnak. Ilyenkor a következő esős időszakig a lerakott ikrák a kiszáradó tőzegben életképesek maradnak és ez a képességük eredményezi a faj fennmaradását.

## Megjelenése
Kisméretű hal testhossza nem haladja meg a hat centimétert. Teste hosszúkás alakú és lenyűgöző színvilágot öltött. A szeme sárga fekete központtal, narancs alapszínezetű testét kék és sötétvörös foltok és sávok tarkítják. Színezete élőhelyekét eltérő színerősségű lehet és az ikrások kevésbé színesek, mint a hímek. Akváriumban ajánlott a minimum 40-60 literes nagyság. Könnyen együtt tartható más békés édesvízi trópusi halakkal, de ügyelni kell arra, hogy a tejesek védik a területüket más a saját fajhoz tartozó hímekkel szemben, ezért egymással szemben ellenségesek lehetnek.

### Internetes leírások rachov díszes fenékpontyáról
- A faj adatlapja a FishBase oldalán. FishBase. (Hozzáférés: 2012. június 24.)
- Nothobranchius rachovii Ahl, 1926. BioLib.cz. (Hozzáférés: 2012. június 24.)
- A taxon adatlapja az ITIS adatbázisában. Integrated Taxonomic Information System. (Hozzáférés: 2012. június 24.)
- Nothobranchius rachovii Rainbow Kilifish (angol nyelven). Encyclopedia of Life. (Hozzáférés: 2012. június 24.)